# Scutellidium ligusticum
Scutellidium ligusticum is een eenoogkreeftjessoort uit de familie van de Tisbidae. De wetenschappelijke naam van de soort is voor het eerst geldig gepubliceerd in 1920 door Brian.